# 1287 w literaturze
Wydarzenia literackie w 1287 roku.

## Urodzili się
- Richard de Bury, angielski pisarz